# محمود شاه تغلق
محمود شاه بن محمد شاه بن فيروز شاه ويشتهر باسم ناصر الدين محمود شاه. هو أحد سلاطين السلالة التغلقية حكام سلطنة دلهي. اعتلى عرش السلطنة خلفاً لأخيه علاء الدين سكندر شاه في تاريخ 20 جمادى الأولى 796 هـ الموافق سنة 1394م، وقد كانت القلاقل وتغيير السلاطين أكثر من مرة أدت إلى ضعف هيبة الحكم، وقامت الكثير من الولايات بإعلان استقلالها، وأعلن وزيره «خواجه جهان» استقلاله واتخذ مدينة جونبور عاصمة له وأسس أسرة حاكمة تعرف باسم «ملوك الشرق». وأخذ سلطان دلهي يتضاءل بعد قيام عدة ثورات. وفي 796 هـ/1394م خرج محمود شاه من العاصمة، فأعلن أحد أحفاد فيروز شاه نفسه سلطاناً على الهند باسم نصرت شاه. وفي هذه الأثناء دخل تيمورلنك دلهي عام 801 هـ/1399م. وفي شهر ذي القعدة 815 هـ/1413م. وبعد وفاة نصرت شاه، لم يتبقَ لمحمود شاه إلا أجزاء صغيرة يحكمها، وتوفي سنة 815 هـ/1413م بعد أن ظل على العرش حوالي عشرين سنة، وبوفاته انتهت أسرة آل تغلق الحاكمة. واستولى على الحكم خضر خان وبدأ حكم السادات في دلهي.